# Karl Theodor von Traitteur

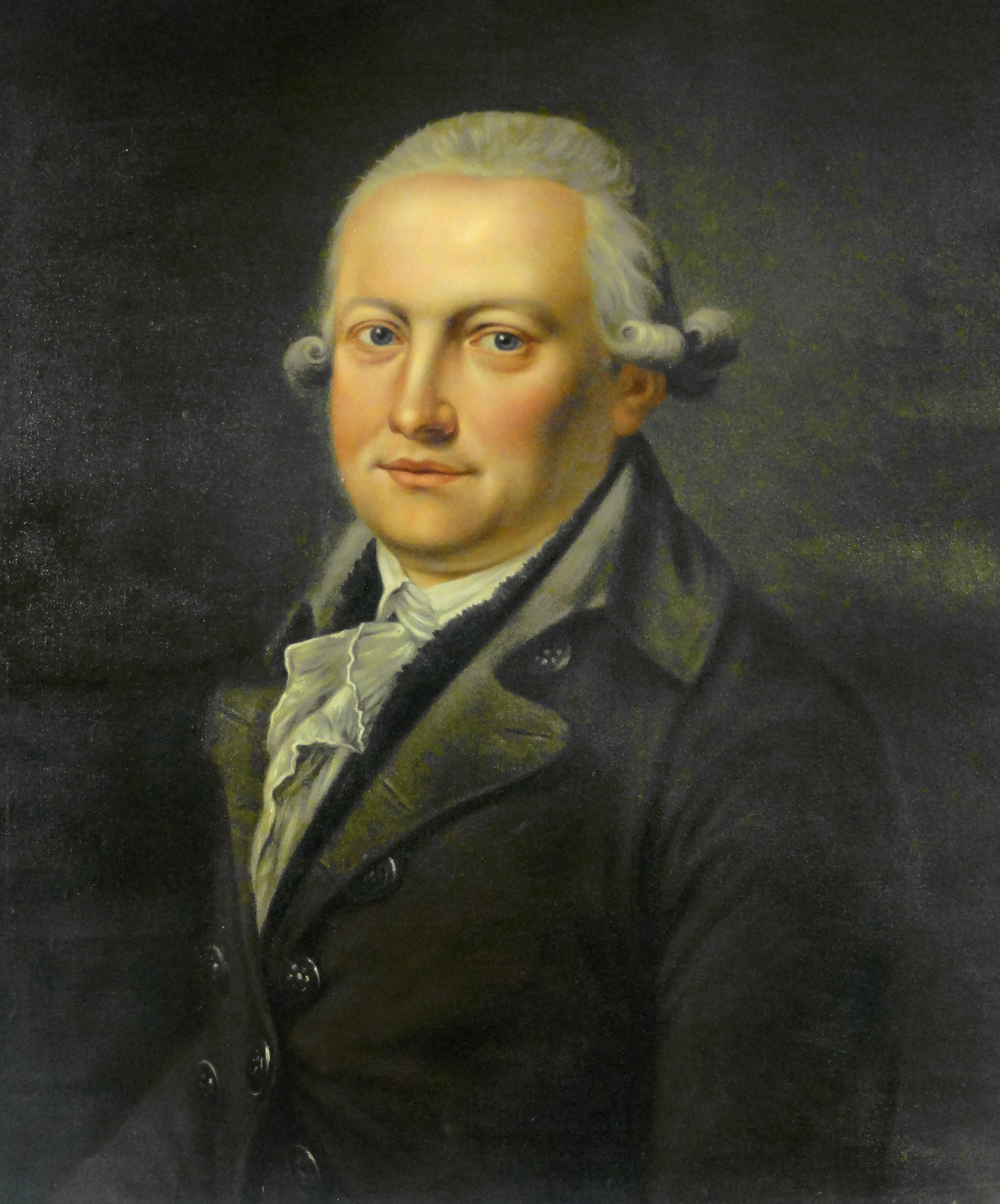
Karl Theodor von Traitteur

Karl Theodor Traitteur, ab 1790 Edler von Traitteur (auch Carl Theodor von Traitteur; * 6. April 1756 in Philippsburg; † 13. Januar 1830 in Mannheim) war pfalz-bayerischer Hofbibliothekar und Hofhistoriograph, sowie Geograph, Buchautor und Dichter.

## Familie

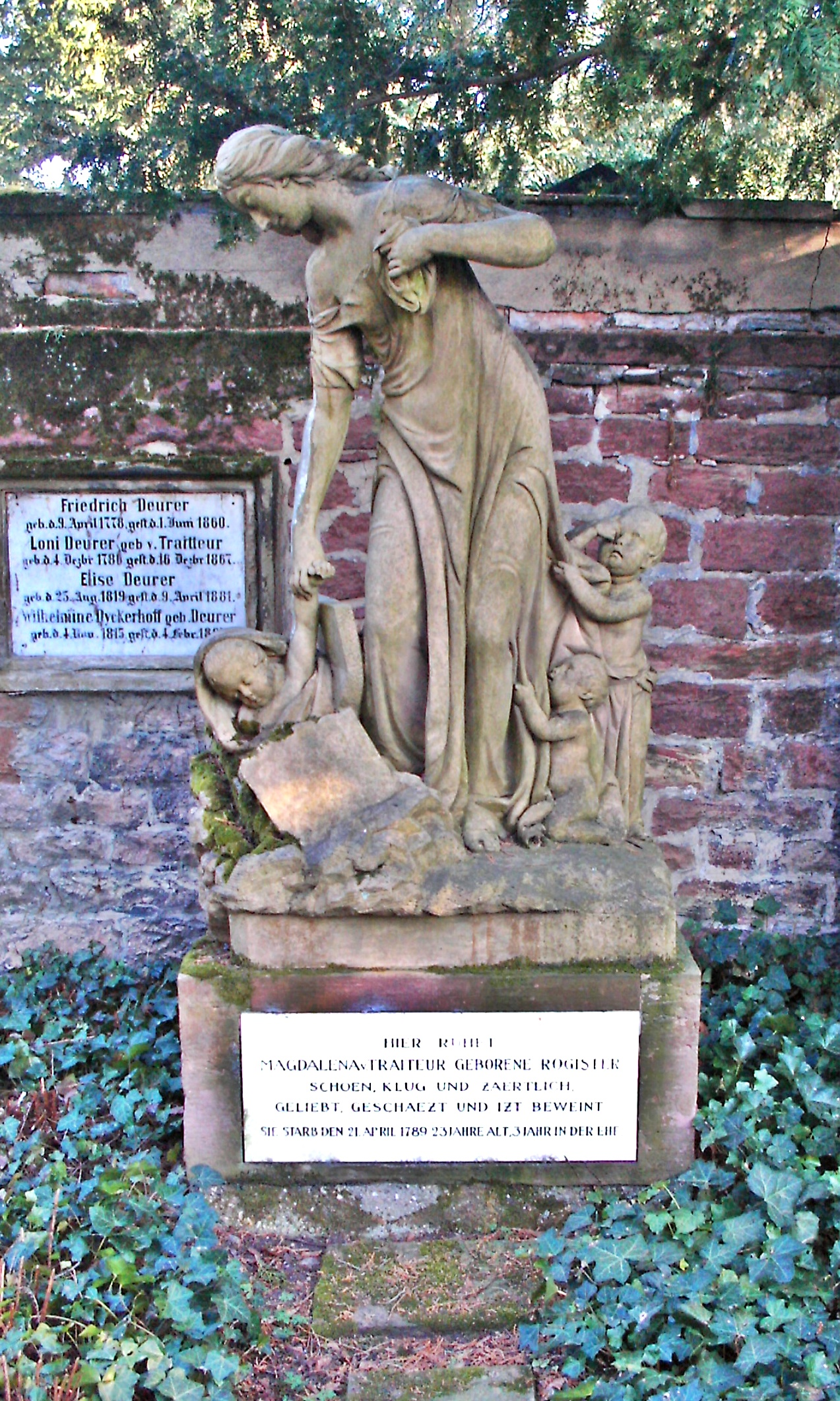
Grabmal der Ehefrau, von Franz Conrad Linck

Die Familie Traitteur war katholischen Bekenntnisses und stammte aus Lothringen. Karl Theodor von Traitteur war der Sohn des aus Maikammer kommenden fürstbischöflich speyerischen Hofrats und Amtmanns Johann Adam Traitteur, sowie dessen Gattin Eva Elisabeth Durass, aus Weyher in der Pfalz. Sein Bruder Johann Andreas von Traitteur (1752–1825) war Ingenieur und ein Pionier der Ballonfahrt.
Die Familie lebte in Philippsburg.
Karl Theodor von Traitteur war verheiratet mit Magdalena von Rogister (1766–1789) und hatte mit dieser drei Kinder.

Die Tochter hieß Magdalena Traitteur (1786–1867) und wurde später nur „Loni“ genannt. Sie heiratete den Mannheimer Ökonomen Friedrich Deurer. Sein Sohn Wilhelm von Traitteur (1788–1859) wirkte als namhafter Brückenbauer in Russland. Ein Zwilling (1788/1789) starb in Kleinkindalter noch vor der Mutter.

Für seine erste Frau ließ er 1790 von dem Hofbildhauer Franz Conrad Linck ein anrührendes Trauermonument fertigen, das 1873 vom alten Mannheimer katholischen Friedhof in K 2, auf den Hauptfriedhof Mannheim transferiert wurde. Inzwischen steht dort nur noch eine Kopie davon und das wertvolle Original befindet sich im Reiss-Museum. Vor diesem Grabdenkmal der 1. Frau steht auch der Grabstein Karl Theodors von Traitteur, der wegen seiner künstlerischen Tätigkeit mit Theatermasken geschmückt ist.

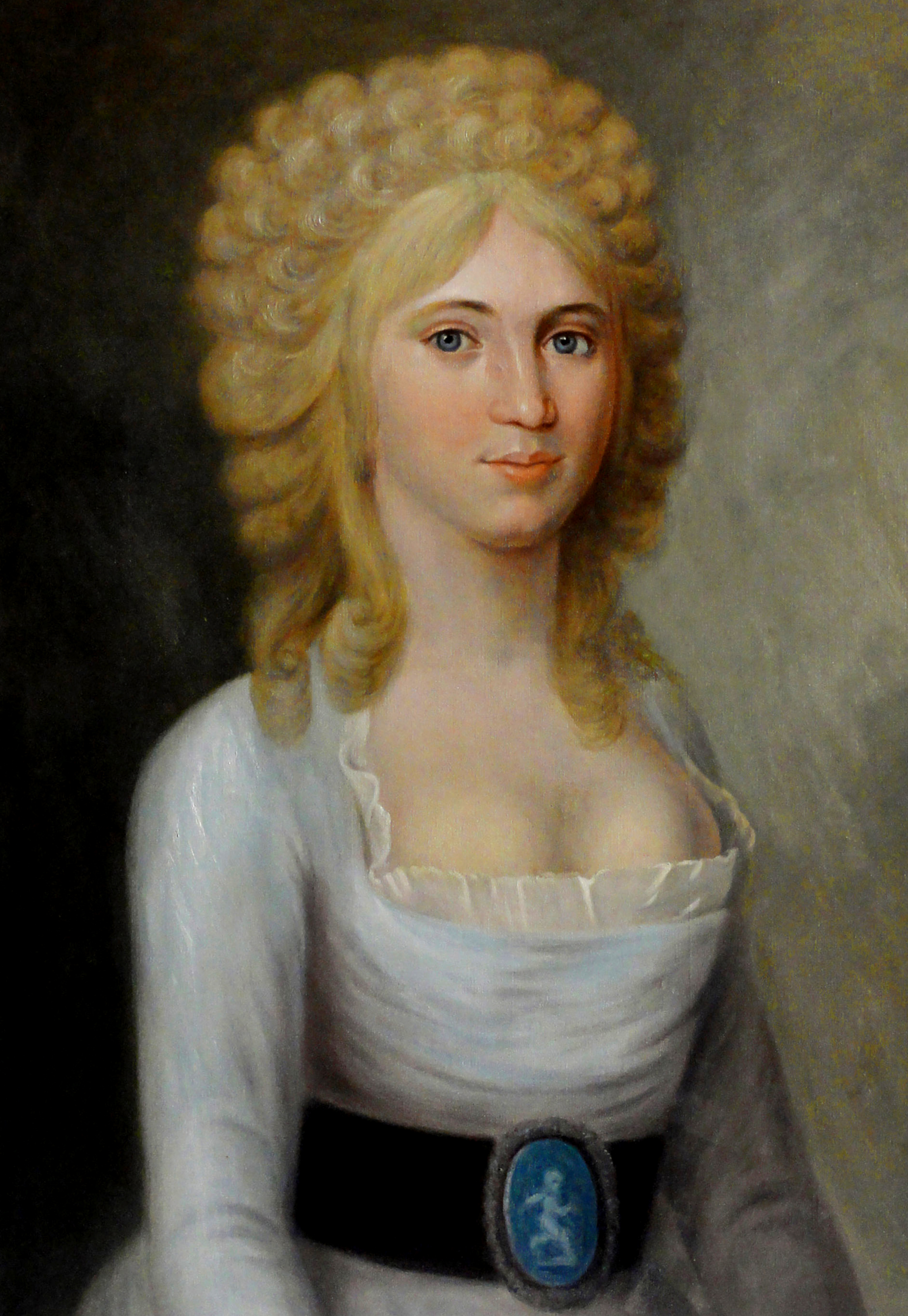
Die zweite Frau von Karl Traitteur, Katharina geb. Rothan 1774–1844

Eine zweite Ehe ging Karl Theodor mit Katharina Rothan ein.
Drei Kinder gingen aus dieser Verbindung hervor:
- Friedrich Traitteur 1795–1839, wurde ein Leutnant
- Johann Friedrich Traitteur 1798–1879, wurde ebenfalls Leutnant
- Elise Traitteur 1800–1873

## Leben und Wirken
Er promovierte 1786 an der Universität Heidelberg und lehrte dort Geographie. Im gleichen Jahr berief ihn Kurfürst Karl Theodor an die Kurpfälzische Akademie der Wissenschaften nach Mannheim und ernannte ihn zum Hofhistoriographen; 1788 wurde er Hofbibliothekar. Überdies amtierte er als Hofgerichtsrat.
Mit seinen Brüdern Jacob, Conrad und Johann Andreas wurde Karl Theodor Traitteur am 14. September 1790 als Edler von Traitteur nobilitiert. 1808 erfolgte seine Aufnahme als Ehrenmitglied in die Bayerische Akademie der Wissenschaften.
Neben seinen dienstlichen Obliegenheiten publizierte Karl Theodor von Traitteur wissenschaftliche Schriften wie „Über die Größe und Bevölkerung der Rheinischen Pfalz“ (1789), oder „Der deutschen Reichsstände Verlust auf dem linken Rheinufer“ (1799). Er schrieb jedoch auch das Libretto zu der Oper „Albert III. von Bayern“, welches der Komponist Georg Joseph Vogler vertonte und das Schauspiel „Das Purschenleben“ (1780). Die Stadt Mannheim benannte eine Straße nach ihm.

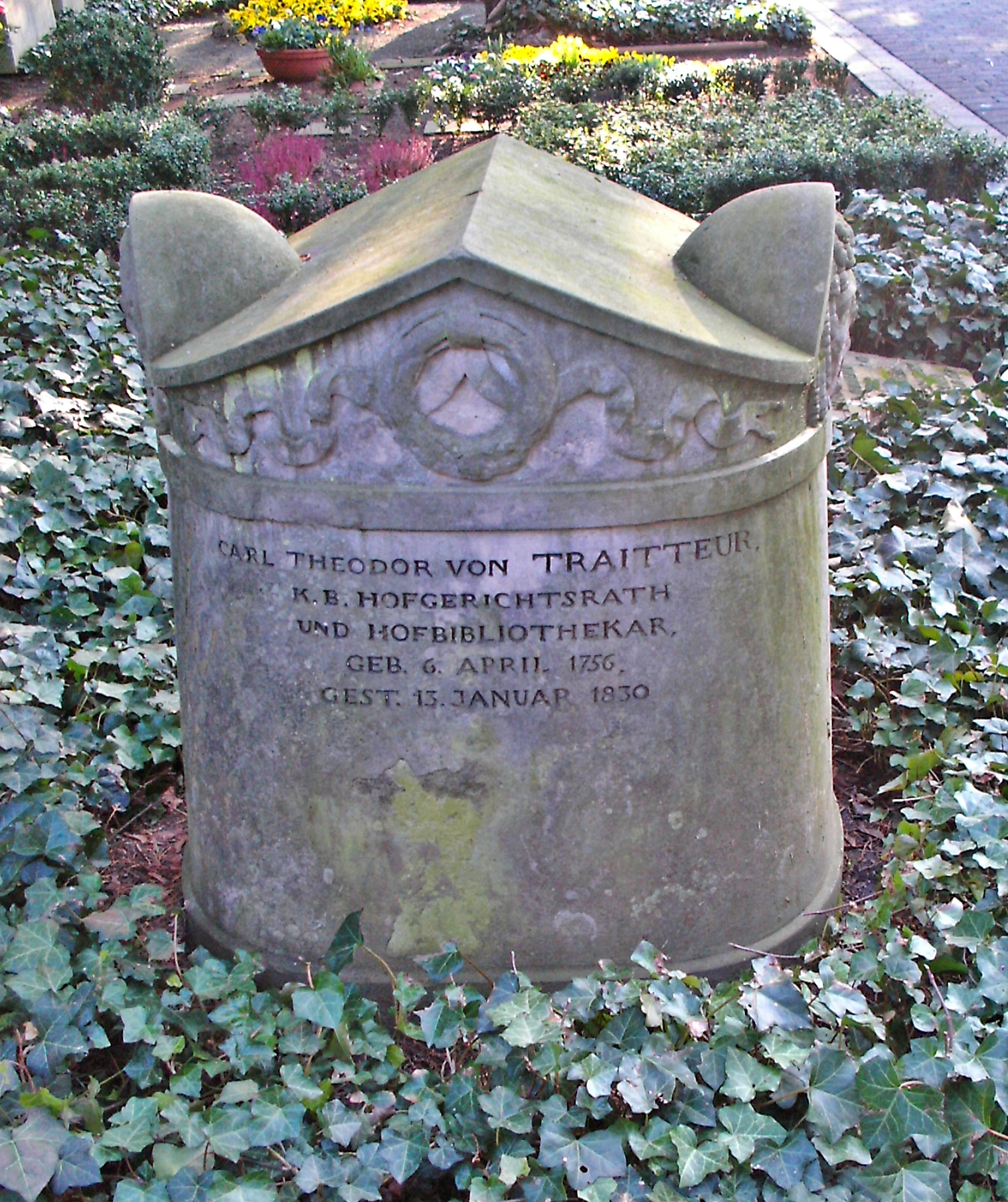
Grabstein, Hauptfriedhof Mannheim
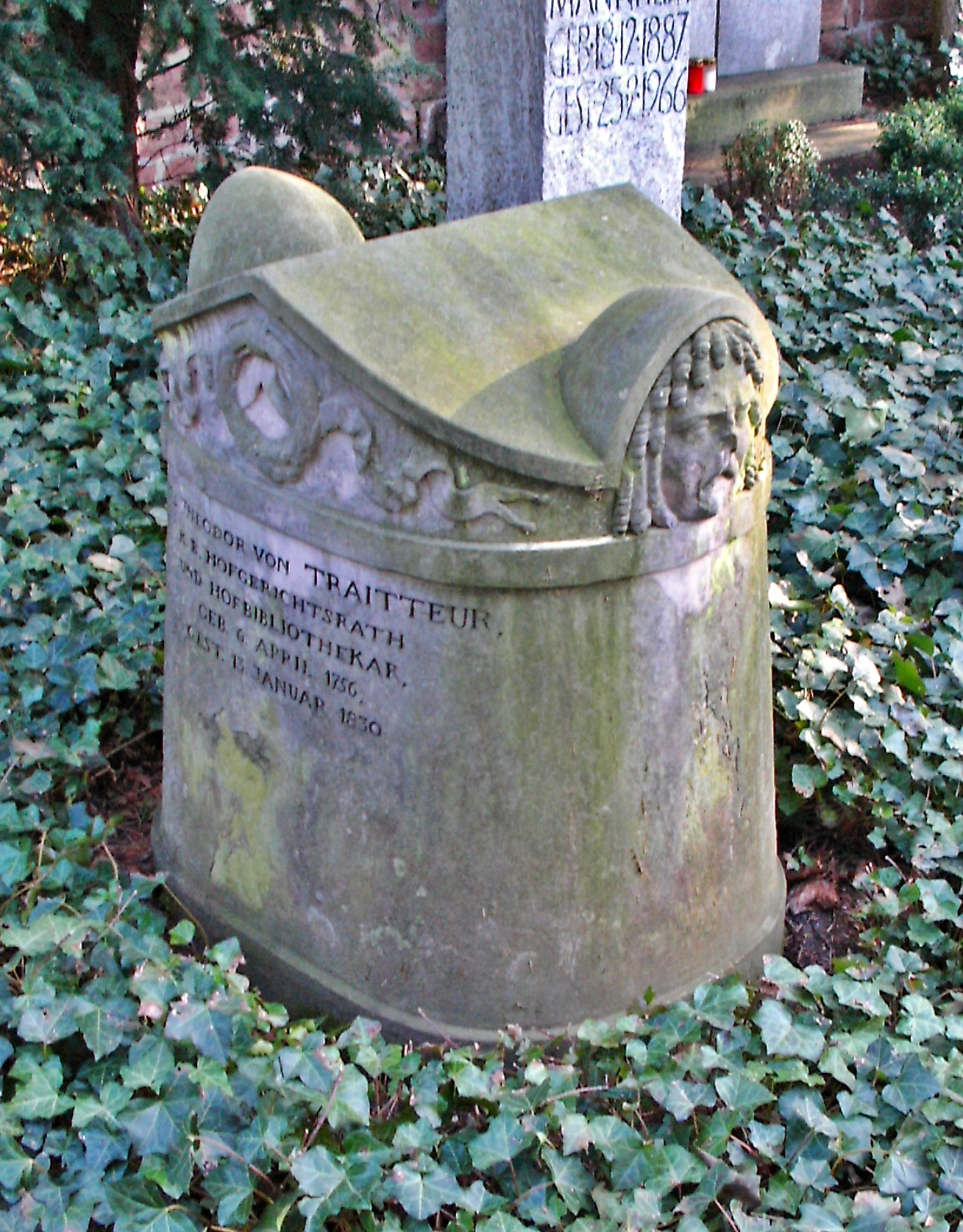
Grabstein, Seitenansicht
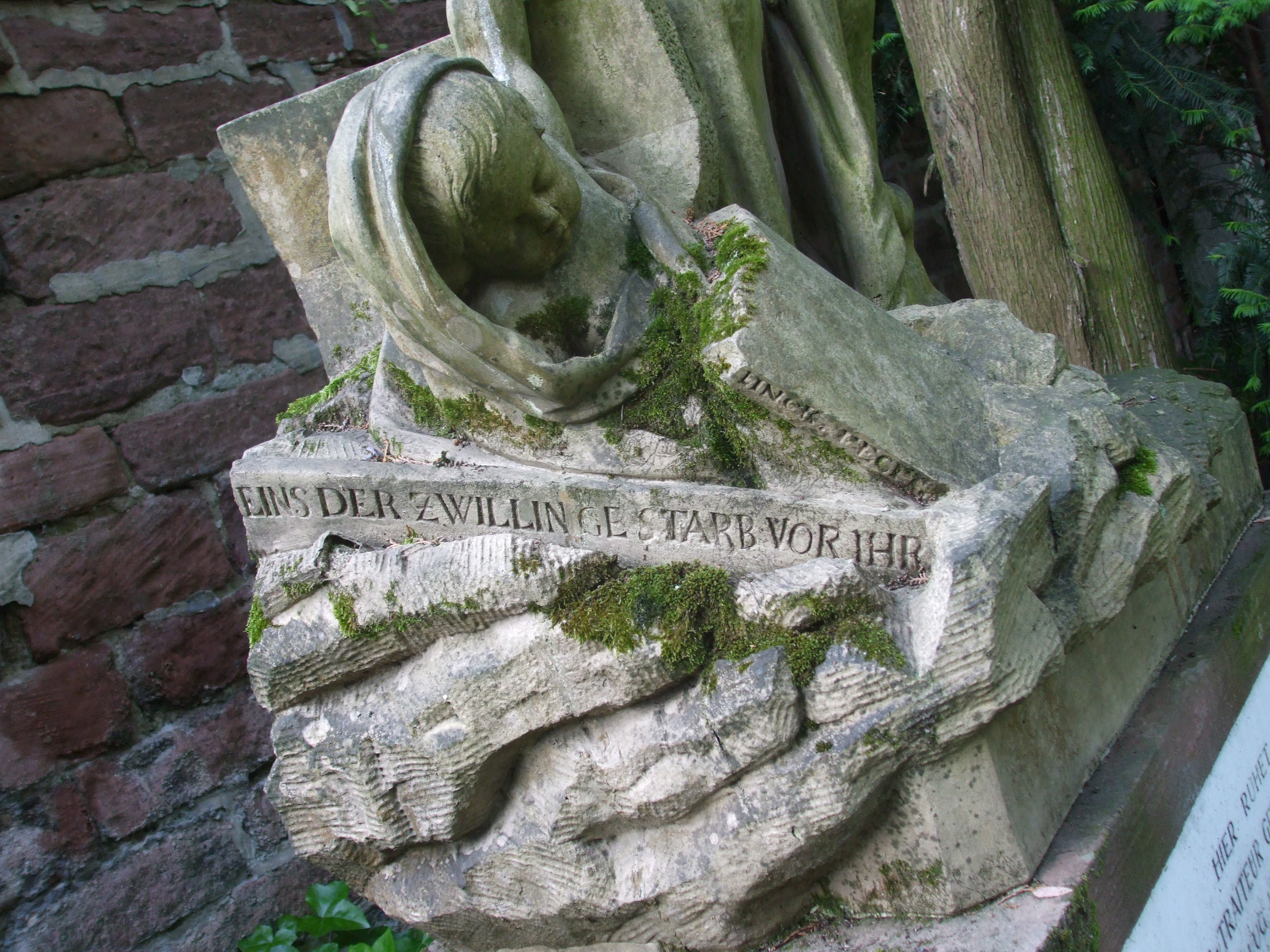
Detail Zwilling
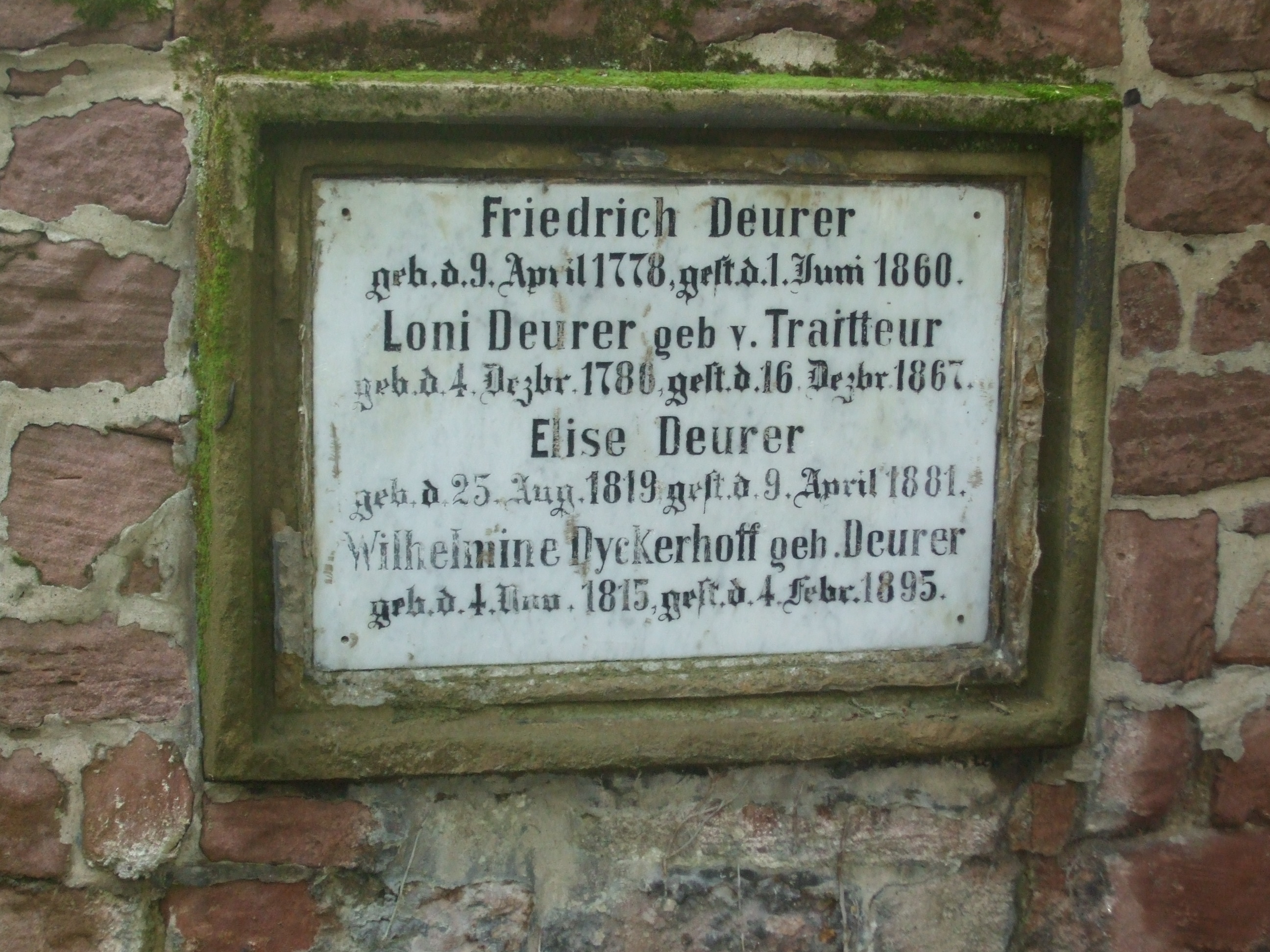
Gedenktafel Deurer und Traitteur

## Werke
(Auswahl)
- „Das Purschenleben“ (1780), Schauspiel in 4 Akten; Komplettscan
- „Albert III. von Bayern“ (1781), anonym, Singspiel in 5 Akten, Komplettscan
- „Über die Größe und Bevölkerung der Rheinischen Pfalz“ (1789); Komplettscan des Buches
- „Heteroklitische Ideen über die natürliche Begränzung der europäischen Staaten, als Grundlage zu einem ewigen Frieden“, 1797
- „Der deutschen Reichsstände Verlust auf dem linken Rheinufer“ (1799); Komplettscan als PDF-Datei
- „Europa im Frieden für jetzt oder in Zukunft“, 1814[6]